# Dinamo Swierdłowsk
Dinamo Swierdłowsk (ros. Футбольный клуб «Динамо» Свердловск, Futbolnyj Kłub "Dinamo" Swierdłowsk) – rosyjski klub piłkarski z siedzibą w Jekaterynburgu.

## Historia
Chronologia nazw:
- ???—???: Dinamo Swierdłowsk (ros. «Динамо» Свердловск)

Piłkarska drużyna Dinamo została założona w mieście Swierdłowsk. 
W 1937 debiutował w Grupie D Mistrzostw ZSRR i zajął pierwsze miejsce. 
W 1946 zespół został odrodzony i startował w Trzeciej Grupie, strefie Uralskiej Mistrzostw ZSRR, potem w turnieju finałowym wywalczył awans do Drugiej Grupy, strefy 2. W 1949 zajął 8. miejsce w podgrupie, ale następnie już nie uczestniczył w rozgrywkach na poziomie profesjonalnym.
Również w latach w 1936–1949 uczestniczył w rozgrywkach Pucharu ZSRR.

## Sukcesy
- 5. miejsce w Drugiej Grupie ZSRR, strefie 2: 1947
- 1/16 finału w Pucharze ZSRR: 1936, 1947